# El Arco, Delstaten Mexiko
El Arco är en ort i Mexiko.   Den ligger i kommunen Valle de Bravo och delstaten Mexiko, i den södra delen av landet, 110 km väster om huvudstaden Mexico City. El Arco ligger 1 814 meter över havet och antalet invånare är 1 826.
Terrängen runt El Arco är huvudsakligen kuperad. El Arco ligger nere i en dal. Runt El Arco är det ganska tätbefolkat, med 116 invånare per kvadratkilometer. Närmaste större samhälle är Valle de Bravo, 3,4 km söder om El Arco. I omgivningarna runt El Arco växer huvudsakligen savannskog.